# مارک اتکینز (بازیکن فوتبال)
مارک اتکینز (انگلیسی: Mark Atkins؛ زادهٔ ۱۴ اوت ۱۹۶۸) بازیکن فوتبال اهل بریتانیا است.
از باشگاه‌هایی که در آن بازی کرده‌است می‌توان به باشگاه فوتبال یورک سیتی، باشگاه فوتبال دونکستر راورز، باشگاه فوتبال بلکبرن روورز، باشگاه فوتبال هال سیتی، باشگاه فوتبال اسکانتورپ یونایتد، باشگاه فوتبال ولورهمپتون واندررز، باشگاه فوتبال استالی‌بریج سلتیک، باشگاه فوتبال هروگیت تاون، و باشگاه فوتبال شروزبری تاون اشاره کرد.